# 우리 본당 노래 자랑
우리 본당 노래 자랑은 매주 토요일 오후 4시에 cpbc TV에서 방영했던 텔레비전 프로그램이다.

## MC
- 김빛나 아나운서